# Dallas Tornado
Dallas Tornado – amerykański klub piłkarski z Dallas, w stanie Teksas. Drużyna występowała w lidze USA (1967) i NASL (1968–81), a jego domowym obiektami były: Cotton Bowl (1967–1968), P.C. Cobb Stadium (1969), Franklin Stadium (1970–1971), Texas Stadium (1972–1975, 1980–1981) i Ownby Stadium w kampusie SMU (1976–1979), a obiektami domowymi halowego zespołu były: Fair Park Coliseum (1975) i Reunion Arena (1980–81). Zespół istniał w latach 1967-1981.

## Historia
Klub został założony w 1967 roku i jeszcze tego samego roku przystąpił do rozgrywek USA. W trakcie sezonu właścicielami zostali Lamar Hunt i Bill McNutt i wkrótce zatrudnili Boba Kapa – urodzony w Serbii trener, który wyemigrował wraz z rodziną do Stanów Zjednoczonych podczas powstania węgierskiego 1956. Studiował on na Akademii Piłkarskiej im. Ferenca Puskása na Węgrzech. W następnym roku klub przystąpił do pierwszego sezonu ligi NASL.
W 1969 roku trenerem został Ron Newman, pod którego wodzą drużyna odnosiła największe sukcesy w historii klubu. Zdobył mistrzostwo ligi NASL w sezonie 1971 oraz wicemistrzostwo w sezonie 1973 oraz w tym samym sezonie mistrzostwo rundy zasadniczej. W sezonie 1979 halowa drużyna Dallas Tornado zdobyła halowe mistrzostwo NASL pod wodzą trenera Ala Millera. Klub został rozwiązany w 1981 roku.

## Osiągnięcia
| - Mistrz NASL: 1971 - Wicemistrz NASL: 1973 - Mistrz sezonu zasadniczego: 1973 - Halowy mistrz NASL: 1979 Król strzelców NASL - Kirk Apostolidis – 1970 - Kyle Rote Jr. – 1973 Odkrycie Sezonu NASL - Kyle Rote Jr. – 1973 - Steve Pecher – 1976 |  | Jedenastka Sezonu NASL - 1969: Kirk Apostolidis, John Best, Ilija Mitic - 1970: John Best - 1971: John Best, Dick Hall, Mirko Stojanovic - 1972: John Best, Ken Cooper - 1973: John Best, Ken Cooper, Ilija Mitic - 1974: Dick Hall, Albert Jackson, Ilija Mitic Jedenastka Dublerów NASL - 1970: Kirk Apostolidis, Mike Renshaw, Roy Turner - 1972: Dick Hall - 1973: Dick Hall, Rick Reynolds - 1975: Ken Cooper - 1976: Jeff Bourne, Bob Hope, George Ley - 1977: George Ley, Steve Pecher |  | Wyróżnienia NASL - 1971: Gabbo Gavric, Oreco - 1972: Mike Renshaw - 1973: John Collins, Nicky Jennings, Kyle Rote Jr., Roy Turner Jedenastka Sezonu Halowego NASL - 1975: Ilija Mitic, Mike Renshaw, Ken Cooper U.S. Soccer Hall of Fame - 1982: Lamar Hunt - 1992: Ron Newman - 1995: Al Miller - 2009: Kyle Rote Jr. Galeria Sław Halowej Piłki Nożnej - 2012: Kenny Cooper Sr., Ron Newman - 2013: Kai Haaskivi, Mike Stankovic |

## Sezon po sezonie
| Sezon | Liga | Bilans meczów | Sezon                                                 | Playoff                | Śr. frekwencja |
| ----- | ---- | ------------- | ----------------------------------------------------- | ---------------------- | -------------- |
| 1967  | USA  | 3–6–3         | 6.miejsce, Dywizja Wschodnia                          | Nie zakwalifikował się | 9,227          |
| 1968  | NASL | 2–26–4        | 4.miejsce, Dywizja Gulf                               | Nie zakwalifikował się | 2,927          |
| 1969  | NASL | 2–2–4         | 3.miejsce                                             | Nie rozgrywano         | 2,923          |
| 1970  | NASL | 8–12–4        | 3.miejsce, Dywizja Południowa                         | Nie zakwalifikował się | 2,228          |
| 1971  | NASL | 10–6–8        | 2.miejsce, Dywizja Południowa                         | Mistrz                 | 3,326          |
| 1972  | NASL | 6–5–3         | 2.miejsce, Dywizja Południowa                         | Półfinał               | 4,093          |
| 1973  | NASL | 11–4–4        | 1.miejsce, Dywizja Południowa                         | Finalista              | 7,474          |
| 1974  | NASL | 9–8–3         | 1.miejsce, Dywizja Środkowa                           | Półfinał               | 8,469          |
| 1975  | NASL | 9–13          | 4.miejsce, Dywizja Środkowa                           | Nie zakwalifikował się | 4,630          |
| 1976  | NASL | 13–11         | 2.miejsce, Dywizja Południowa, Konferencja Pacyficzna | Ćwierćfinał            | 14,095         |
| 1977  | NASL | 18–8          | 1.miejsce, Dywizja Południowa, Konferencja Pacyficzna | Półfinał               | 16,511         |
| 1978  | NASL | 14–16         | 3.miejsce, Dywizja Środkowa, Konferencja Narodowa     | Nie zakwalifikował się | 8,981          |
| 1979  | NASL | 17–13         | 4.miejsce, Dywizja Środkowa, Konferencja Narodowa     | Pierwsza runda         | 9,321          |
| 1980  | NASL | 18–14         | 1.miejsce, Dywizja Środkowa, Konferencja Narodowa     | Ćwierćfinał            | 6,752          |
| 1981  | NASL | 5–27          | 4.miejsce, Dywizja Środkowa                           | Nie zakwalifikował się | 4,670          |

### Halowa NASL
| Sezon   | Liga        | Bilans meczów | Sezon                         | Playoff                |
| ------- | ----------- | ------------- | ----------------------------- | ---------------------- |
| 1975    | Halowa NASL | 1–1           | 1.miejsce, Region 1           | 3.miejsce              |
| 1976    | Halowa NASL | 2-2           | 2.miejsce, Region Wschodni    | 4.miejsce              |
| 1979    | Halowa NASL | 2-0           | Budweiser Invitational        | Mistrzostwo            |
| 1980–81 | Halowa NASL | 5–27          | 3.miejsce, Dywizja Południowa | Nie zakwalifikował się |

## Znani piłkarze
| - Jeff Bourne (1978–79) - Cliff Calvert (1981) - Len Cantello (1981) - Dave Chadwick (1974–75) - Alan Hinton (1977) - Nicky Jennings (1973) - Brian Kettle (1978) |  | - Kevin Kewley (1976–79) - Alex Stepney (1979–80) - Oreco (1970–71) - Zequinha (1979–81) - Koulis Apostolidis (1969–1971) - Willi Lippens (1979) - Bill Irwin (1981) |  | - Charlie Williams (1968) - Angel Pichardo - Wolfgang Rausch (1979–81) - Klaus Toppmöller (1980–81) - Gert Trinklein (1979–80) - Jim Benedek (1970–1973) - Tim Huff (1981) |  | - Kyle Rote Jr. (1972–1978) - Stephen L Tatum (1975–1976) - Bobby Hope (1976–78) - Jimmy Ryan (1976–79) |

## Trenerzy
- 1967:  Jerry Kerr[8]
- 1967:  Bob Kap
- 1968:  Keith Spurgeon
- 1969–1975:  Ron Newman
- 1976–1980:  Al Miller
- 1981:  Mike Renshaw
- 1981:  Peter Short